# Мерсер, Джон (колониальный юрист)
Джон Мерсер (англ. John Mercer; 6 февраля 1704, Дублин, Королевство Ирландия — 14 октября 1768, Стаффорд, Виргиния, Британская Америка) — американский колониальный юрист, плантатор, политик и писатель ирландского происхождения. Отец 10-го губернатора Мэриленда Джона Фрэнсиса Мерсера.

## Биография
Джон Мерсер родился 6 февраля 1704 года в Дублине, в семье торговца Джона Мерсера (1670—1717) и его жены Грейс Мерсер, урождённой Фентон (1680—1763). Мерсер приехал в Виргинию в 1720 году, где построил колониальное поместье Мальборо (также называемое Мальборо, в Мальборо-Пойнт на реке Потомак, в округе Стаффорд).
В 1725 году Мерсер женился на Кэтрин Мейсон (1707—1750), дочери горожанина Джорджа Мейсона II (1660—1716), которая ему родила троих сыновей Джорджа, Джона Фентона и Джеймса и двух дочерей Сару и Мэри. Однако Кэтрин Мейсон приходилась тёткой политическому деятелю Джорджу Мейсону. Женившись в 1725 году на Кэтрин Мейсон, дочери богатого плантатора Джорджа Мейсона II, он вошел в число плантаторов и поселился недалеко от Мальборо на реке Потомак в графстве Стаффорд. После смерти своей первой жены Джон Мерсер в 1750 году вновь женился на Энн Рой (1729—1770), от которой у него было четверо детей, в том числе будущий губернатор Мэриленда Джон Фрэнсис Мерсер (1759—1821). Мерсер также держал рабов. Через несколько лет после женитьбы он открыл успешную юридическую фирму. Среди его клиентов был будущий президент США Джордж Вашингтон. Однако из-за его вспыльчивости его несколько раз исключали из юридической профессии. В один из таких периодов он составил краткое изложение законов Вирджинии, которое вскоре стало стандартной работой.
Джон Мерсер является автором «Dinwiddianae» (4 ноября 1754 г. - 3 мая 1757 г.; также известного как «Стихи и проза Dinwiddianae»), а также «Сокращение публичных актов» (1737; «Точное сокращение публичных актов Ассамблеи Вирджинии»). «),  «Первый кодекс законов Вирджинии» (1759 г.),  и «Сокращение законов Вирджинии» («Сокращение законов Вирджинии Мерсером»). Мерсер также был одним из основателей, секретарем и главным юрисконсультом компании Ohio Company of Virginia , компании по спекуляции землей, членом которой был Джордж Вашингтон. Его личная библиотека насчитывала от 1500 до 1800 томов. Его наследники передали Вашингтону в качестве оплаты 790 акров земли (к западу от нынешнего пересечения улиц Саут-Фор-Майл-Ран-Драйв и Саут-Уолтер-Рид-Драйв в округе Арлингтон, штат Виргиния).
Джон Мерсер умер 14 октября 1768 года в округе Стаффорд, Виргиния, в возрасте 64 лет.

## Семья
Джон Мерсер был дважды женат и имел 19 детей от двух жён, большинство из которых умерли в детстве:
Трое сыновей дожили до того, чтобы стать известными людьми в США:
- Джордж Мерсер[англ.] (1733—1784) — военный офицер.
- Джеймс Мерсер[англ.] (1736—1793) — судья, военный офицер, плантатор, юрист и политик.
- Джон Фрэнсис Мерсер (1759—1821) — капитан 3-го Виргинского полка во время Войны за независимость США, антифедералист на Конституционном съезде и 10-й губернатор Мэриленда с 1801 по 1803 год.

Четвёртый сын, Джон Фентон Мерсер (1735—1756), был произведён в капитаны в 1755 году под командованием Джорджа Вашингтона, командира Виргинского полка, и погиб 18 апреля 1756 года в «Битве на Великой реке Какапон» или «Битве Мерсера». Все четверо сыновей Джона Мерсера учились в колледже Вильгельма и Марии.
У Джона Мерсера также было несколько дочерей от двух жён:
- Сара Энн Мейсон Мерсер (1738—1806) — вышла замуж за полковника Сэмюэля Селдена (1725—1791).
- Мэри Мерсер (1740—1764) — вышла замуж за Дэниела Маккарти-младшего.
- Грейс Мерсер (1751—1814) — вышла замуж за плантатора Маско Гарнетта (1736—1803).
- Анна Мерсер (1760—1787) — вышла замуж за Бенджамина Харрисона VI (1755—1799), сына Бенджамина Харрисона V (1726—1791), подписавшего Декларацию независимости США, и старшего брата 9-го президента США Уильяма Генри Гаррисона.
- Мария Мерсер (род. 1761) — вышла замуж за Ричарда Брука (1760—1816).

Дядя Джорджа Мейсона стал законным опекуном Мейсона вместе с матерью Мейсона. Мейсон учился в частной библиотеке Мерсера. Библиотека Мерсера в кампусе принца Уильяма Университета Джорджа Мейсона названа в его честь.
Среди внуков Джона Мерсера были конгрессмен Чарльз Фентон Мерсер (1778—1858), политик и рабовладелец Джеймс Мерсер Гарнетт (1770—1843), политик и юрист Роберт Селден Гарнетт (1789—1840), генерал-майор Джордж Мерсер Брук (1785—1851), Бенджамин Харрисон VII (1787—1842), Джон Мерсер (1788—1848), Ричард Мерсер (1789—1821) и Маргарет Мерсер (1791—1846).